# Zlodějská partie
Zlodějská partie (v anglickém originále Thick as Thieves) je americko-německý kriminální film z roku 2009. Režisérem filmu je Mimi Leder. Hlavní role ve filmu ztvárnili Morgan Freeman, Antonio Banderas, Radha Mitchell, Robert Forster a Rade Šerbedžija.

## Obsazení
| Morgan Freeman   | Keith Ripley        |
| Antonio Banderas | Gabriel Martin      |
| Radha Mitchell   | Alexandra Korolenko |
| Robert Forster   | Weber               |
| Rade Šerbedžija  | Nicky / Victor      |
| Marcel Iures     | Zykov               |
| Tom Hardy        | Michaels            |
| Michael Hayden   | Sudimack            |